# 土都木萨里修寺碑
土都木萨里修寺碑，全名为安姓僧人和土都木萨里在高昌国吐峪沟重修寺院碑，又称土都木萨造寺碑，是直接反映高昌回鹘地区佛教寺院建设的回鹘文碑刻。碑刻年代约公元10世纪到12世纪。土都木萨里修寺碑于1912年在原高昌回鹘境内（今中华人民共和国新疆维吾尔自治区吐鲁番市鄯善县吐峪沟乡境内）的佛教遗址中被发现。碑刻后遗失，现仅存黄文弼1928年手拓本，藏于中国国家博物馆。碑文记载着土都木萨里将土地和日常用品施舍给佛教寺院等内容。

## 背景和历史
公元840年，回鹘汗国被黠戛斯汗国所亡后，部分回鹘人开始西迁。在到达现今吐鲁番市境内后，建立高昌回鹘。回鹘人到达这里后，与当地原住民粟特人、龟兹人以及汉人的影响下，从游牧生活转变为定居的农耕生活。回鹘人在此时也逐渐放弃了摩尼教转而接受了佛教，并使用回鹘文翻译佛教典籍，甚至用回鹘文演唱佛教内容的戏剧，如《弥勒会见记》。公元15世纪前后，伊斯兰教在吐鲁番、哈密一带具有统治地位，佛教高昌回鹘文化逐渐消亡。出于宗教偏见，大量高昌回鹘时期的佛教文献和碑刻被毁坏。回鹘文碑刻存世不多，讲述佛教内容的碑刻则更少。截止到2020年，土都木萨里修寺碑是已知唯一直接反映高昌回鹘地区佛教寺院建设的回鹘文碑刻。

## 内容简介
碑文讲述了土都木萨里捐施寺院的事情，土都木萨里向寺院捐献了可以两处共可以播种三石五斗种子的土地，寺院的坐褥、凳子、杯碗等日常用品也来自于佛教徒的施舍。碑文开始讲述了佛教在印度的诞生和在中国唐朝的兴盛，佛教传播至高昌地区并开始在此修建瑰丽豪华的寺院。之后记载了由于年代久远、教法不定的原因，吐峪沟寺庙损毁，需要重建。安姓僧人和土都木萨里捐赠土地重建寺院。碑文最后赞美了佛教天神，高昌回鹘可汗、公主与王子。

## 发现与研究
1912年前后，在吐峪沟出土了土都木萨里修寺碑，之后该碑被运往迪化，保存在政务厅内作为油印机的台石。黄文弼在1928年到达迪化的时候，将该碑从油印机下取出，并拓得拓片。拓片高72厘米，宽54厘米，石刻一面刻有回鹘文，共24行，首行残缺且中间略有破损，不过并不影响阅读。拓片保存在中国国家博物馆馆内，而石刻在黄文弼著《吐鲁番考古记》出版之前已不知去向。此碑曾经被德国突厥学家葛玛丽认为是“布哈里葛亦都护在高昌之克子尔重修庙宇碑”，后经耿世民研究将该碑名称改为“安姓僧人和土都木萨里在高昌国吐峪沟重修寺院碑”，简称“土都木萨里修寺碑”。关于立碑时间，学术界普遍认同耿世民的推断，认为该碑立于10到12世纪。不过关于立碑时间也有其他观点，土耳其突厥学家西纳斯·铁肯（Şinasi Tekin）则认为该碑立于公元768年到780年。兰州大学历史文化学院教授吐送江·依明根据碑文语言特点推断该碑立于10到11世纪。中国社会科学院考古研究所研究员孟凡人曾根据土都木萨里修寺碑的立碑时间等证据，推断出高昌回鹘开始信仰佛教的时间大概在公元9世纪晚期到10世纪初左右。土都木萨里修寺碑碑文文字为早期回鹘文（回鹘文写经体），不过碑文内容中使用了来自汉语、梵语、吐火罗语及粟特语的借词。